# Nekropola sa stećcima u Donjim Breškama, lokalitet Stare kuće
Nekropola u Donjim Breškama je povijesno područje, srednjovjekovna nekropola stećaka u Donjim Breškama u zaseoku Nikolićima. Nacionalni spomenik BiH od listopada 2010. godine, od sjednice 26. listopada. Nalazi se na predjelu Stare kuće.
Ispočetka se znalo za 15 stećaka.
U nekropoli su 23 stećka. Nekropola je na uzvisini, na 440 metara nadmorske visine. Po vrstama, dva su stećka sanduci oko 20 m izdvojeni od ostatka nekropole. Ostatak su stećci vrste stubova, različitih završetaka. Stećci-stubovi su lučno zasvođeni, s lučnim izbočenjem ili s ravnim završetkom koji se šire prema gore. Najčešći ukras je motiv križa, potom polumjesec, jabuka, spirala, kanelura. Dobro su klesani. Po osnovnom obliku svi su stećci položeni i uspravni kameni monoliti. Među uspravnim kamenim monolitima imamo ove inačice: stela, stub (obelisk) i nišan. Ovakvi spomenici brojni su u sjeveroistočnoj Bosni (okolina Srebrenice i Zvornika), dok se u ostatku BiH tek su pojedinačna pojava. Većina stećaka pripada po vrsti položenim monolitima, koji su u tri pojavna oblika: ploče, sanduka i sarkofaga (sljemenjaka). Stubovi, glede brojnosti i obrade dosta zaostaju iza osnovnih oblika stećaka. Malobrojni su je relativno kratko traju. Šefik Bešlagić ih datira najranije oko polovine 15. stoljeća, a ima ih i iz prve polovice 16. stoljeća.
Ovdje se radi o starom katoličkom groblju, s izuzetnim kršćanskim stećcima. Svaki nadgrobni spomenik na sebi ima znamenje križa.
Prostorni plan BiH do 2000. godine za područje Tuzle kao spomenik III. kategorije uvrstio je je 6 lokaliteta nekropola sa stećcima (ukupno 50 stećaka), ali nije precizno identificirao o kojima se radi. Nekropolu kod zaseoka Nikolića nije štitio Zavod za zaštitu kulturno-povijesne i prirodne baštine BiH.
Bio je na popisu odabranih lokaliteta za stavljanje na listu svjetske kulturne baštine UNESCO-a, ali nije uvršten u konačni odabir zbog vrlo lošeg općeg stanja. Većina stećaka bila je prevrnuta, oštećena, dosta ih je tek vrhom virilo iznad površine zemlje, cijela nekropola bila je obrasla travom i šipražjem. nebriga tuzlanske gradske vlasti i Zavoda za zaštitu i korištenje kulturno-povijesne i prirodne baštine rezultirala je neuvrštavanjem. Nisu odradili ni pristupne puteve što je također razlog zašto lokalitet nije uvršten na UNESCO-ov popis. Razlozi neuvrštavanja nalaze se u nečistoj etničkoj politici. Ovime bi jedno hrvatsko selo došli na taj popis, što zatirateljima hrvatstva u Tuzli jest interes.
Obnova nekropole počela je 1. travnja 2019. godine u organizaciji Zavoda za zaštitu i korištenje kulturno-povijesne i prirodne baštine Županije Soli. Prekopavanje izvode predstavnici Instituta za arheologiju i studenti Odsjeka za arheologiju Filozofskog fakulteta Sveučilišta u Sarajevu. Projekt obnove i prekopavanja ("sondiranja") ima negativnih konotacija. Prekonapravljena je samoinicijativno i jednonacionalno: nijedna osoba koja je u svezi sa zahvatom na ovom starom katoličkom groblju nije Hrvat katolik: ni na Katedri za arheologiju Filozofskog fakulteta u Sarajevu koja izvodi radove, niti organizatori radova Zavod za zaštitu i korištenje kulturno-povijesne i prirodne baštine Županije Soli gdje su svi zaposlenici Bošnjaci. Štaviše, U Županiji Soli (Tuzlanskoj županiji) etnička čistka Hrvata iz svih javnih ustanova traje već dugo.
Zavod nije našao za shodno da izvijestiti lokalnog svećenika – župnika u Breškama. Župnik iz Brežaka fra Marko Antić ima iskustva u tim situacijama, jer je već sudjelovao u sličnom projektu u nedalekoj Gornjoj Skakavi, gdje je upravo zbog sličnog samoinicijativnog prekopavanja na lokalitetu franjevačkog samostana u Skakavi došlo do krađe vrlo vrijednih artefakata i drugih predmeta s nalazišta.

## Vanjske poveznice
- Ivana Jurić:  Nekropola sa stećcima u Starim kućama, zaseok Nikolići, Donje Breške